# 道の駅童謡のふる里おおとね

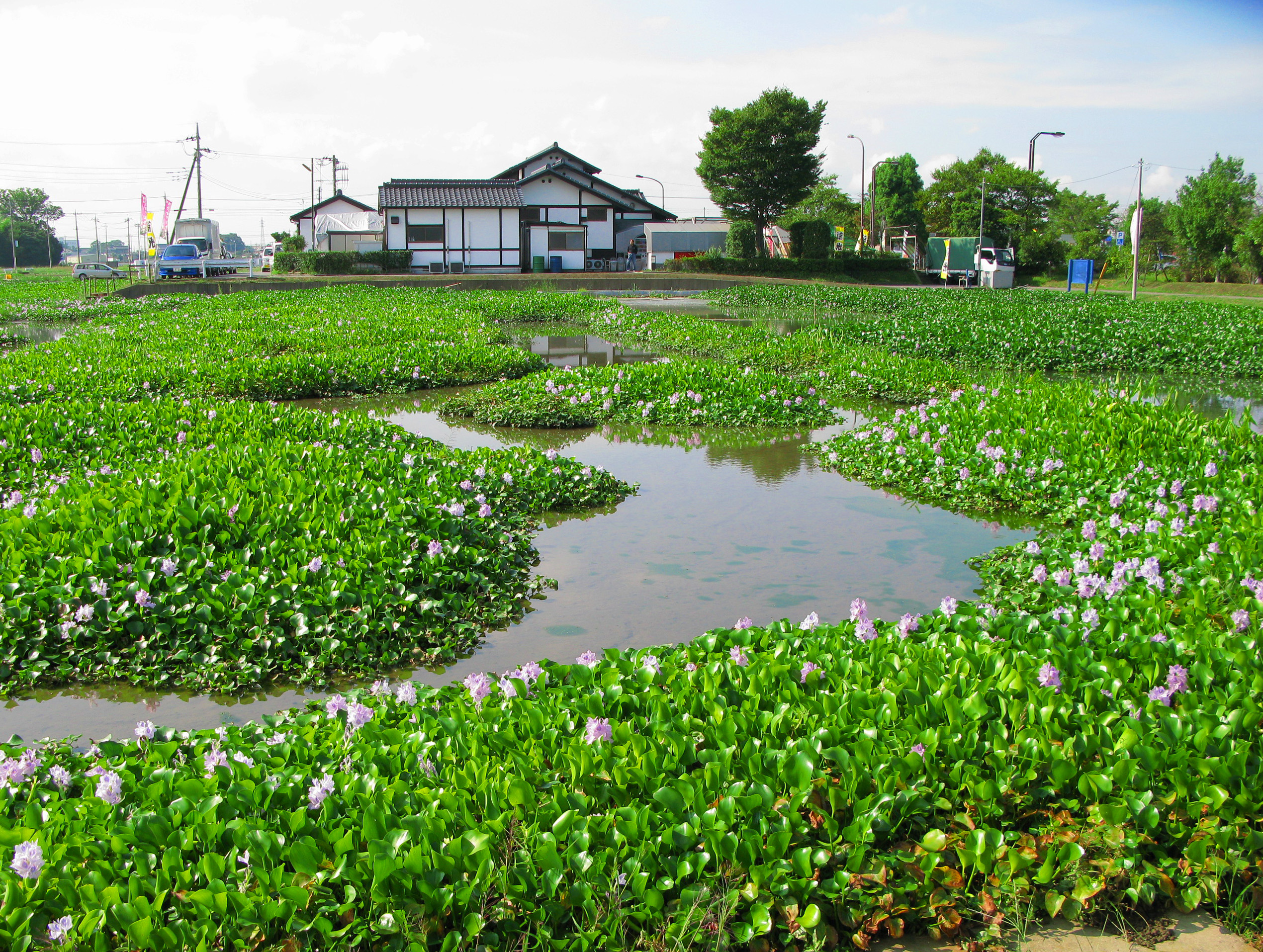
ホテイアオイの花畑

道の駅童謡のふる里おおとね（みちのえき どうようのふるさとおおとね）は、埼玉県加須市にある埼玉県道46号加須北川辺線の道の駅である。
建物裏手に隣接する休耕田に、ホテイアオイの群落があり、夏から秋にかけて花が咲き続ける。

## 施設
- 駐車場
  - 普通車：33台
  - 大型車：19台
  - 身障者用：2台
- トイレ
  - 男：9器
  - 女：7器
  - 身障者用：2器
- 農産物直売所
- レストラン「お食事処・わらべ」

## 休館日
- 第1・3水曜日（祝日の場合は営業）
- 1月1日 - 1月4日

## アクセス
- 埼玉県道46号加須北川辺線
  - 埼玉県道60号羽生外野栗橋線

### 路線バス
- 加須市コミュニティバス「かぞ絆号」
  - シャトルバス（騎西総合支所 - 加須駅南口 - 加須市役所 - 大利根総合支所 - 道の駅童謡のふる里おおとね - 加須未来館 - 北川辺総合支所 - 柳生駅 - 新古河駅西口）※日曜日は運休

## 周辺
- 利根川
- 利根川河川敷緑地公園
- 埼玉大橋